# Darling Point
Darling Point est un quartier du sud-est de Sydney dans l'État de Nouvelle-Galles du Sud qui donne sur la baie de Sydney. Il est situé à 4 kilomètres du centre des affaires de Sydney, situé dans la Municipalité de Woollahra (Woollahra Council). Il fait partie de la région métropolitaine appelée : les Eastern Suburbs.